# Bitva u Falklandských ostrovů
Bitva u Falklandských ostrovů byla námořní bitvou první světové války. Uskutečnila se 8. prosince 1914 v jižním Atlantiku poblíž Falklandských ostrovů. Bitva se odehrála mezi britskou a německou eskadrou měsíc poté, co německá eskadra porazila jinou britskou eskadru v bitvě u Coronelu.

## Pozadí
Na začátku války Německá Východoasijská eskadra opustila přístav Čching-tao v Číně a vypravila se na cestu do německých přístavů, kam žádná z nich nedoplula. Velel jí viceadmirál Maximilian von Spee a byla složena z pancéřových křižníků Scharnhorst a Gneisenau a lehkých křižníků Nürnberg, Leipzig a Dresden.
Původně k eskadře patřil ještě lehký křižník Emden, kterému velel kapitán Karl von Müller, a který vyplul do Indického oceánu přepadat spojenecké obchodní lodě. V říjnu svedl vítěznou bitvu u Penangu a v listopadu byl potopen v bitvě u Kokosových ostrovů.
Poté, co eskadra připlula k jihoamerickým břehům, svedla v listopadu vítěznou bitvu u Coronelu s Britskou západoindickou eskadrou. Německá eskadra potom vplula do přístavu Valparaíso, kde byla přivítána početnou německou komunitou. Potom se Spee rozhodl odplout do jižního Atlantiku a zničit radiovou stanici a skladiště uhlí ve Stanley na Falklandských ostrovech.

## Průběh
Dne 8. prosince, když eskadra připlouvala za doprovodu 3 pomocných lodí ke Port Stanley, byla uvnitř přístavu už jiná eskadra – britská. Britská eskadra, které velel admirál sir Doveton Sturdee, zde doplňovala zásoby uhlí. Byla složena z bitevních křižníků Invincible a Inflexible, pancéřových křižníků Carnarvon, Cornwall a Kent, lehkých křižníků Bristol a Glasgow a staré bitevní lodě Canopus.
Když Spee zjistil, že v přístavu kotví silnější eskadra, rozhodl se vyplout zpátky na volné moře. Britské křižníky však byly rychlejší a proto se Spee postavil na odpor, aby umožnil uniknout alespoň lehkým křižníkům. Uniknout se nakonec podařilo pouze lehkému křižníku Dresden a pomocné lodi Seydlitz. Ostatní německé lodě byly potopeny. Zahynulo na nich 1871 námořníků včetně admirála Spee a dalších 215 mužů upadlo do zajetí. Na britské straně došlo pouze k lehkému poškození Invincible.
Lehký křižník Dresden unikal až do 14. března 1915, kdy byl u ostrovů Juana Fernándeze dostižen britskou flotilou a potopen vlastní posádkou. Tak skončila poslední loď Německé východoasijské eskadry. Na Dresdenu sloužil mimo jiné i Wilhelm Canaris – pozdější velitel Abweru.